# Backspace

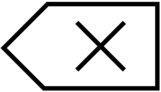
Někdy používaný symbol na klávese backspace

Backspace (␈) je klávesa na počítačové klávesnici. Nachází se napravo nahoře blízko největší klávesy Enter. Má jednoznačné použití, používá se pro mazání textu před kurzorem. Pro smazání celého slova před kurzorem stačí stisknout klávesovou zkratku Ctrl+Backspace. Naopak pro mazání textu za kurzorem se používá klávesa Delete, takže pro smazání slova za kurzorem stačí stisknout kombinaci Ctrl+Delete.